# 1253
- Wikisource

| Calendário gregoriano                                                        | 1253 MCCLIII                                          |
| Ab urbe condita                                                              | 2006                                                  |
| Calendário arménio                                                           | 702 – 703                                             |
| Calendário bahá'í                                                            | -591 – -590                                           |
| Calendário budista                                                           | 1797                                                  |
| Calendário chinês                                                            | 3949 – 3950 Início a 1 de fevereiro (aproximadamente) |
| Calendário copta                                                             | 969 – 970                                             |
| Calendário etíope                                                            | 1245 – 1246                                           |
| Calendários hindus - Vikram Samvat - Calendário nacional indiano - Cáli Iuga | 1308 – 1309 1174 – 1175 4353 – 4354                   |
| Calendário Holoceno                                                          | 11253                                                 |
| Calendário islâmico                                                          | 651 – 652                                             |
| Calendário judaico                                                           | 5013 – 5014                                           |
| Calendário persa                                                             | 631 – 632                                             |
| Calendário rúnico                                                            | 1503                                                  |
| Calendário solar tailandês                                                   | 1796                                                  |

1253 (MCCLIII, na numeração romana) foi um ano comum do século XIII do Calendário Juliano, da Era de Cristo, e a sua letra dominical foi E (52 semanas), teve início a uma quarta-feira, terminou também a uma quarta-feira.
No reino de Portugal estava em vigor a Era de César que já contava 1291 anos.
| Ano completo                        |
| ----------------------------------- |
| Ano comum com início à quarta-feira |

## Eventos
- Casamento de D. Afonso III, rei de Portugal com D. Beatriz de Castela.
- Tomada definitiva de Silves pelas forças de D. Afonso III, terminado o processo de Reconquista para Portugal.
- D. Afonso III publica a Lei da Almotaçaria, uma medida que visa fixar os preços, proibindo a exportação de cereais e metais preciosos.

## Nascimentos
- 17 de Outubro - Ivo Kermartin, santo franciscano e padroeiro dos advogados (m. 1303).

## Mortes
- 24 de Junho ou 13 de Julho - Amadeu IV de Saboia, conde de Saboia (n. 1197).
- 8 de julho - Teobaldo I de Navarra n. 1201, conde de Champagne e rei de Navarra.
- 11 de Agosto - Santa Clara de Assis, santa católica.
- 09 de Outubro - Roberto Grosseteste, Bisco de Lincoln e Polimata Ingles (n. 1168)